# Lolme
Lolme est une commune française située dans le département de la Dordogne, en région Nouvelle-Aquitaine.

## Géographie

### Généralités
Dans le quart sud-est du département de la Dordogne, en Bergeracois, la commune de Lolme est bordée par le Brayssou, un affluent du Dropt.
À l'écart des routes principales, le petit bourg de Lolme est situé, en distances orthodromiques, cinq kilomètres au nord-ouest de la bastide de Monpazier et neuf kilomètres au sud-est de celle de Beaumont-du-Périgord, et la ville la plus proche est Bergerac, distante de 33 km.
Le sud du territoire communal est traversé par la route départementale 660 sur près de deux kilomètres et demi.
Entre Sainte-Croix et Lavalade, le sentier de grande randonnée GR 36 traverse le nord et l'est de la commune sur trois kilomètres et demi.

### Communes limitrophes
Lolme est limitrophe de cinq autres communes. Au sud, le territoire de Saint-Cassien est distant d'environ 120 mètres.
| Sainte-Croix |       | Saint-Romain-de-Monpazier |
|              | Lolme | Marsalès                  |
| Rampieux     |       | Lavalade                  |

### Géologie et relief

#### Géologie
Situé sur la plaque nord du Bassin aquitain et bordé à son extrémité nord-est par une frange du Massif central, le département de la Dordogne présente une grande diversité géologique. Les terrains sont disposés en profondeur en strates régulières, témoins d'une sédimentation sur cette ancienne plate-forme marine. Le département peut ainsi être découpé sur le plan géologique en quatre gradins différenciés selon leur âge géologique. Lolme est située dans le quatrième gradin à partir du nord-est, un plateau formé de dépôts siliceux-gréseux et de calcaires lacustres de l'ère tertiaire.
Les couches affleurantes sur le territoire communal sont constituées de formations superficielles du Quaternaire et de roches sédimentaires datant pour certaines du Cénozoïque, et pour d'autres du Mésozoïque. La formation la plus ancienne, notée c5c, date du Campanien 3, une alternance de marnes à glauconie et de calcaires crayo-marneux jaunâtres. La formation la plus récente, notée CFvs, fait partie des formations superficielles de type colluvions carbonatées de vallons secs : sable limoneux à débris calcaires et argile sableuse à débris. Le descriptif de ces couches est détaillé dans  la feuille « no 831 - Belvès » de la carte géologique au 1/50 000 de la France métropolitaine, et sa notice associée.

Carte géologique de Lolme.

#### Relief et paysages
Le département de la Dordogne se présente comme un vaste plateau incliné du nord-est (491 m, à la forêt de Vieillecour dans le Nontronnais, à Saint-Pierre-de-Frugie) au sud-ouest (2 m à Lamothe-Montravel). L'altitude du territoire communal varie quant à elle entre 112 m et 225 m,.
Dans le cadre de la Convention européenne du paysage entrée en vigueur en France le 1er juillet 2006, renforcée par la loi du 8 août 2016 pour la reconquête de la biodiversité, de la nature et des paysages, un atlas des paysages de la Dordogne a été élaboré sous maîtrise d’ouvrage de l’État et publié en octobre 2020. Les paysages du département s'organisent en huit unités paysagères et 14 sous-unités. La commune est dans le Bergeracois, une région naturelle présentant un relief contrasté, avec les deux grandes vallées de la Dordogne et du Dropt séparées par un plateau plus ou moins vallonné, dont la pente générale s’incline doucement d’est en ouest. Ce territoire offre des paysages ouverts qui tranchent avec les paysages périgourdins. Il est composé de vignes, vergers et cultures,.
La superficie cadastrale de la commune publiée par l'Insee, qui sert de référence dans toutes les statistiques, est de 6,92 km2,,. La superficie géographique, issue de la BD Topo, composante du Référentiel à grande échelle produit par l'IGN, est quant à elle de 7 km2.

### Hydrographie

#### Réseau hydrographique
La commune est située pour partie dans le bassin de la Dordogne et pour partie dans le bassin de la Garonne au sein du Bassin Adour-Garonne. Elle est drainée par le Brayssou, la Véronne, le ruisseau du Fraisse et par deux petits cours d'eau, qui constituent un réseau hydrographique de 10 km de longueur totale,.
Le Brayssou, d'une longueur totale de 13,74 km, prend sa source en Dordogne dans la commune de Rampieux et se jette en rive droite du Dropt en Lot-et-Garonne, à Rives. Il borde la commune au sud-ouest sur deux kilomètres, face à Rampieux.
Affluent de rive gauche de la Couze et sous-affluent de la Dordogne, la Véronne, marque la limite territoriale au nord-est sur deux kilomètres face à Saint-Romain-de-Monpazier et Sainte-Croix.
Son affluent de rive gauche le ruisseau du Fraisse traverse la commune du sud-est au nord-est sur plus de deux kilomètres.

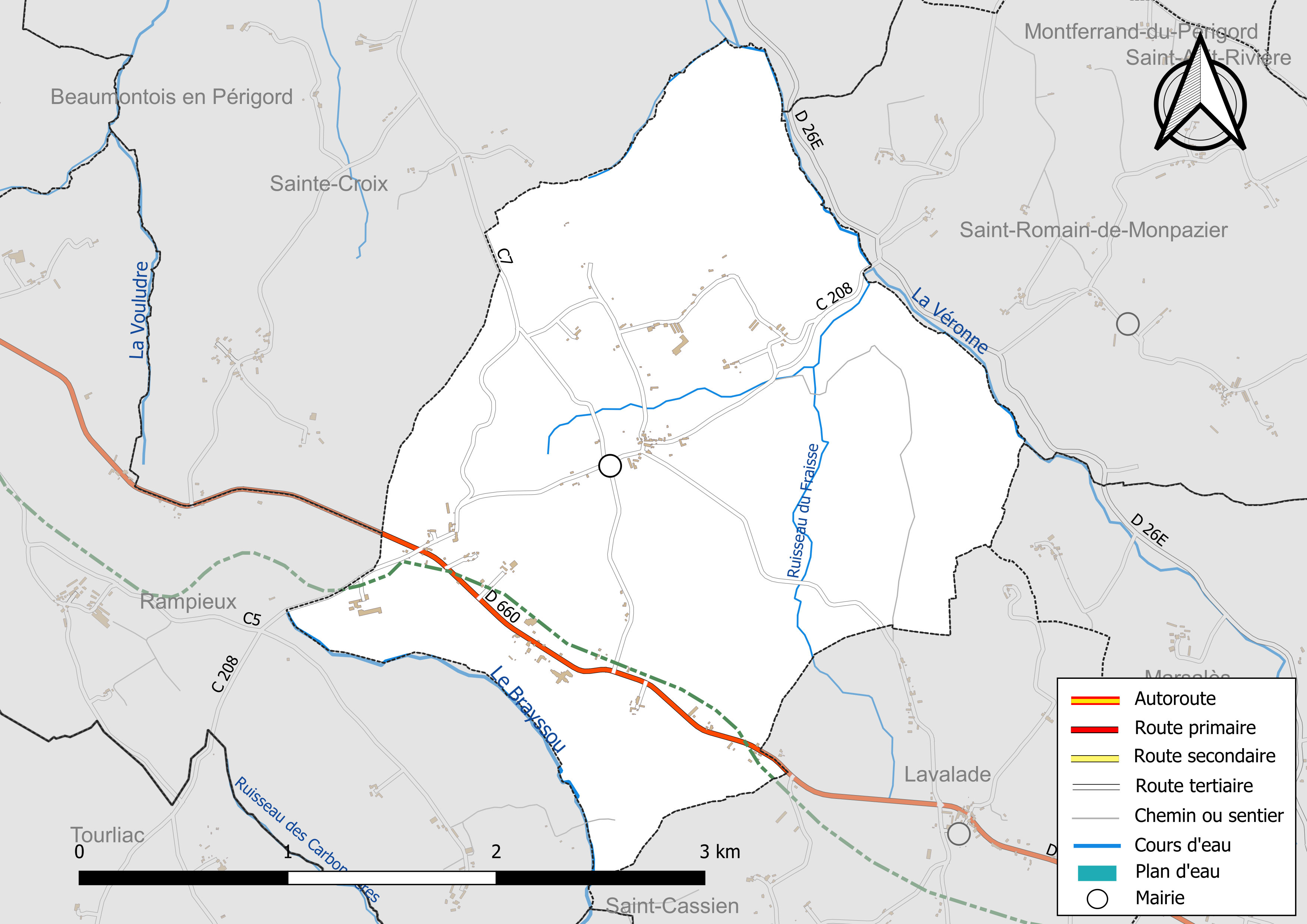
Réseaux hydrographique et routier de Lolme[Note 3].
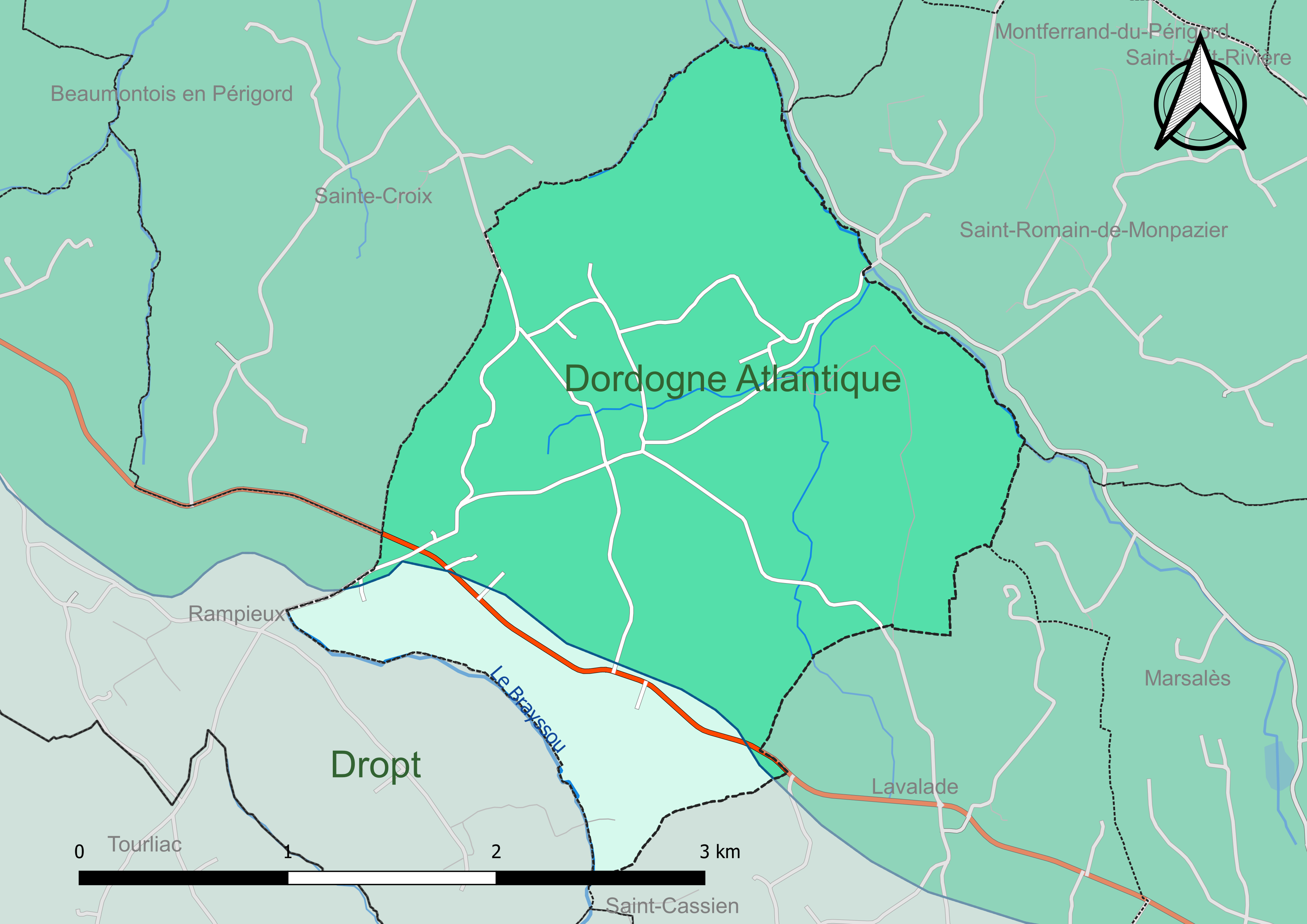
Carte des schémas d'aménagement et de gestion des eaux (SAGE) couvrant le territoire communal de Lolme.

#### Gestion et qualité des eaux
Le territoire communal est couvert par les schémas d'aménagement et de gestion des eaux (SAGE) « Dordogne Atlantique » et « Dropt ». Le SAGE « Dordogne Atlantique », dont le territoire correspond au sous‐bassin le plus aval du bassin versant de la Dordogne (aval de la confluence Dordogne - Vézère)., d'une superficie de 2 700 km2 est en cours d'élaboration. La structure porteuse de l'élaboration et de la mise en œuvre est l'établissement public territorial de bassin de la Dordogne (EPIDOR). Le SAGE « Dropt », dont le territoire correspond au bassin versant du Dropt, d'une superficie de 1 522 km2, a été approuvé le 13 janvier 2022. La structure porteuse de l'élaboration et de la mise en œuvre est le syndicat mixte EPIDROPT. Ils définissent chacun sur leur territoire les objectifs généraux d’utilisation, de mise en valeur et de protection quantitative et qualitative des ressources en eau superficielle et souterraine, en respect des objectifs de qualité définis dans le troisième SDAGE  du Bassin Adour-Garonne qui couvre la période 2022-2027, approuvé le 10 mars 2022.
La majeure partie du territoire communal, au nord, correspond au bassin versant de la Véronne et dépend du SAGE Dordogne Atlantique. Au sud, le bassin du Brayssou concerne moins de 20 % de la superficie communale et est rattaché au SAGE Dropt.
La qualité des eaux de baignade et des cours d’eau peut être consultée sur un site dédié géré par les agences de l’eau et l’Agence française pour la biodiversité.

### Climat
Pour des articles plus généraux, voir Climat de la Nouvelle-Aquitaine et Climat de la Dordogne.
Historiquement, la commune est exposée à un climat océanique aquitain.  
En 2020, Météo-France publie une typologie des climats de la France métropolitaine dans laquelle la commune est exposée à un climat océanique altéré et est dans la région climatique  Aquitaine, Gascogne, caractérisée par une pluviométrie abondante au printemps, modérée en automne, un faible ensoleillement au printemps, un été chaud (19,5 °C), des vents faibles, des brouillards fréquents en automne et en hiver et des orages fréquents en été (15 à 20 jours).
Pour la période 1971-2000, la température annuelle moyenne est de 12,2 °C, avec  une amplitude thermique annuelle de 15,9 °C. Le cumul annuel moyen de précipitations est de 894 mm, avec 11,6 jours de précipitations en janvier et 6,9 jours en juillet. Pour la période 1991-2020, la température moyenne annuelle observée sur la station météorologique la plus proche, située sur la commune de Pays de Belvès à 15 km à vol d'oiseau, est de 13,0 °C et le cumul annuel moyen de précipitations est de 888,2 mm,. Pour l'avenir, les paramètres climatiques de la commune estimés pour 2050 selon différents scénarios d’émission de gaz à effet de serre sont consultables sur un site dédié publié par Météo-France en novembre 2022.

## Urbanisme

### Typologie
Au 1er janvier 2024, Lolme est catégorisée commune rurale à habitat très dispersé, selon la nouvelle grille communale de densité à 7 niveaux définie par l'Insee en 2022.
Elle est située hors unité urbaine et hors attraction des villes,.

### Occupation des sols
L'occupation des sols de la commune, telle qu'elle ressort de la base de données européenne d’occupation biophysique des sols Corine Land Cover (CLC), est marquée par l'importance des territoires agricoles (62,2 % en 2018), une proportion sensiblement équivalente à celle de 1990 (62,1 %). La répartition détaillée en 2018 est la suivante : 
forêts (37,8 %), zones agricoles hétérogènes (36,8 %), prairies (19,7 %), terres arables (5,5 %), cultures permanentes (0,3 %). L'évolution de l’occupation des sols de la commune et de ses infrastructures peut être observée sur les différentes représentations cartographiques du territoire : la carte de Cassini (XVIIIe siècle), la carte d'état-major (1820-1866) et les cartes ou photos aériennes de l'IGN pour la période actuelle (1950 à aujourd'hui).

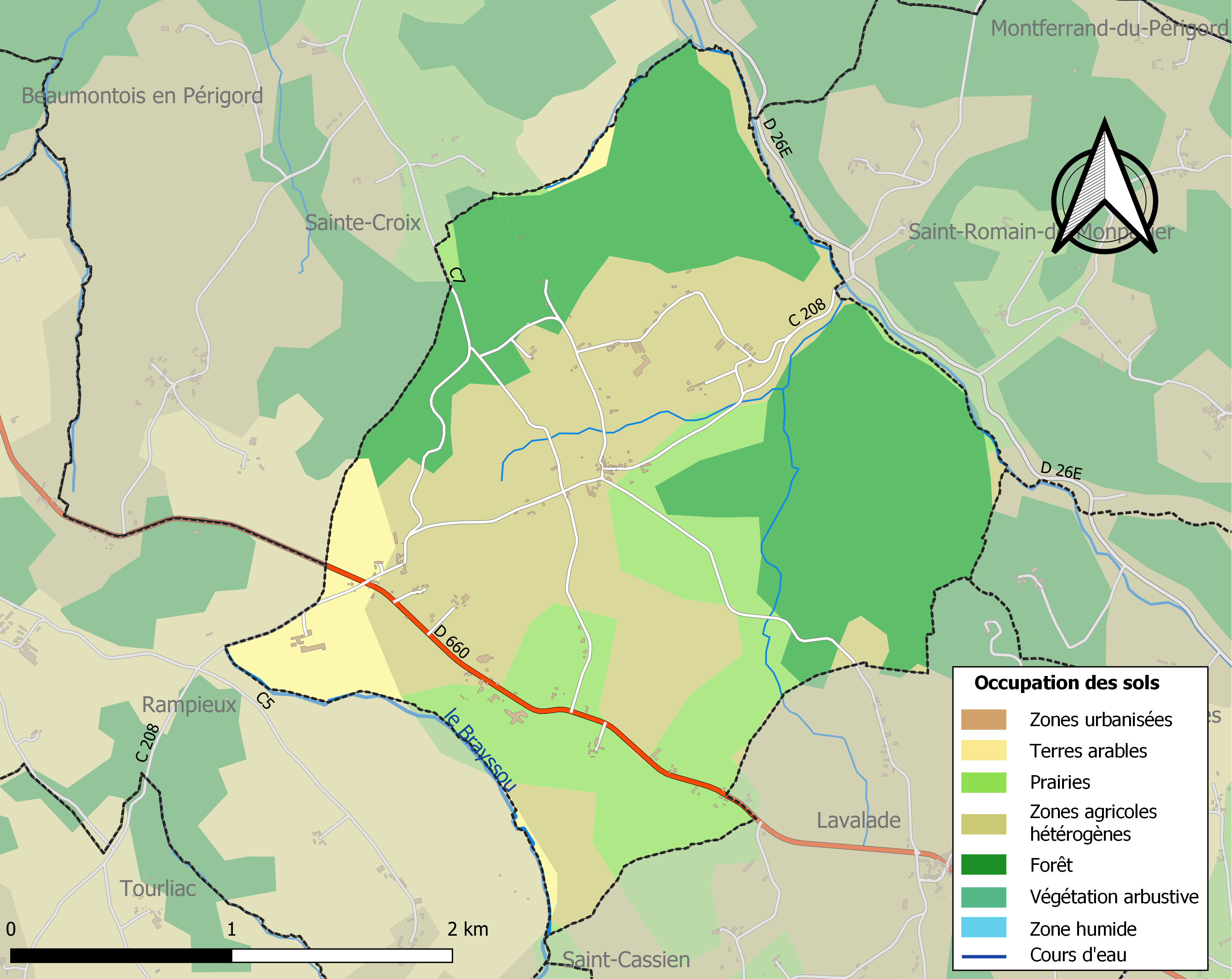
Carte des infrastructures et de l'occupation des sols de la commune en 2018 (CLC).

### Prévention des risques
Le territoire de la commune de Lolme est vulnérable à différents aléas naturels : météorologiques (tempête, orage, neige, grand froid, canicule ou sécheresse), feux de forêts, mouvements de terrains et séisme (sismicité très faible). Un site publié par le BRGM permet d'évaluer simplement et rapidement les risques d'un bien localisé soit par son adresse soit par le numéro de sa parcelle.
Lolme est exposée au risque de feu de forêt. L’arrêté préfectoral du 14 mars 2013 fixe les conditions de pratique des incinérations et de brûlage dans un objectif de réduire le risque de départs d’incendie. À ce titre, des périodes sont déterminées : interdiction totale du 15 février au 15 mai et du 15 juin au 15 octobre, utilisation réglementée du 16 mai au 14 juin et du 16 octobre au 14 février. En septembre 2020, un plan inter-départemental de protection des forêts contre les incendies (PidPFCI) a été adopté pour la période 2019-2029,.

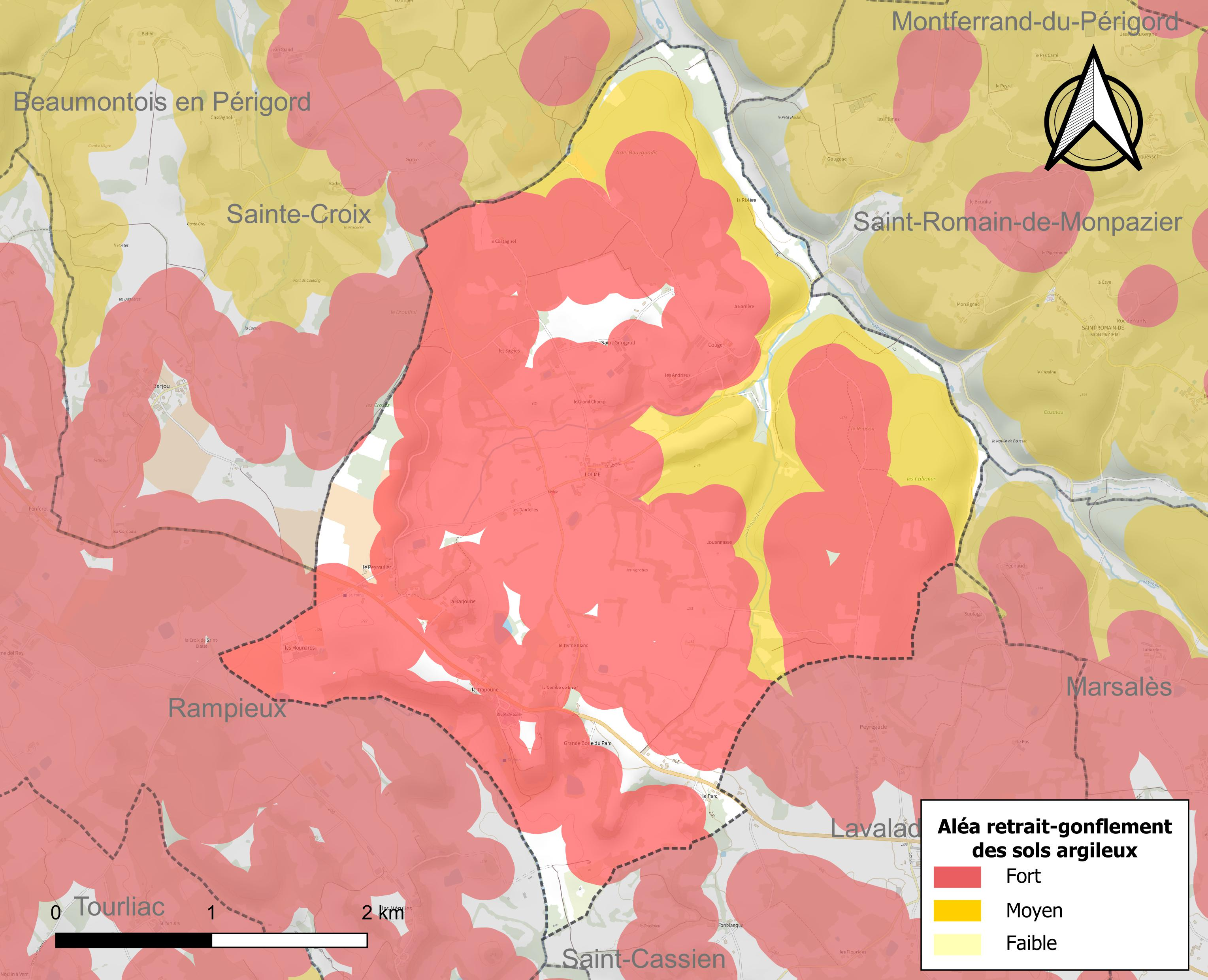
Carte des zones d'aléa retrait-gonflement des sols argileux de Lolme.

Les mouvements de terrains susceptibles de se produire sur la commune sont des tassements différentiels. Le retrait-gonflement des sols argileux est susceptible d'engendrer des dommages importants aux bâtiments en cas d’alternance de périodes de sécheresse et de pluie. 89,2 % de la superficie communale est en aléa moyen ou fort (58,6 % au niveau départemental et 48,5 % au niveau national métropolitain). Depuis le 1er octobre 2020, en application de la loi ÉLAN, différentes contraintes s'imposent aux vendeurs, maîtres d'ouvrages ou constructeurs de biens situés dans une zone classée en aléa moyen ou fort,.
La commune a été reconnue en état de catastrophe naturelle au titre des dommages causés par les inondations et coulées de boue survenues en 1982 et 1999, par la sécheresse en 2011 et par des mouvements de terrain en 1999.

## Toponymie
En occitan, la commune porte le nom de L'Orme.

## Politique et administration

### Rattachements administratifs
Dès 1790, la commune de Lolme a été rattachée au canton de Montferrand qui dépendait du district de Belvès jusqu'en 1795, date de suppression des districts. Lorsque ce canton est supprimé par la loi du 8 pluviôse an IX (28 janvier 1801)  portant sur la « réduction du nombre de justices de paix », la commune est rattachée au canton de Monpazier dépendant de l'arrondissement de Bergerac.

### Intercommunalité
Fin 1994, Lolme intègre dès sa création la communauté de communes du Monpaziérois. Celle-ci est dissoute au 31 décembre 2012 et remplacée au 1er janvier 2013 par la communauté de communes des Bastides Dordogne-Périgord.

### Administration municipale
La population de la commune étant comprise entre 100 et 499 habitants au recensement de 2017, onze conseillers municipaux ont été élus en 2020,.

### Liste des maires

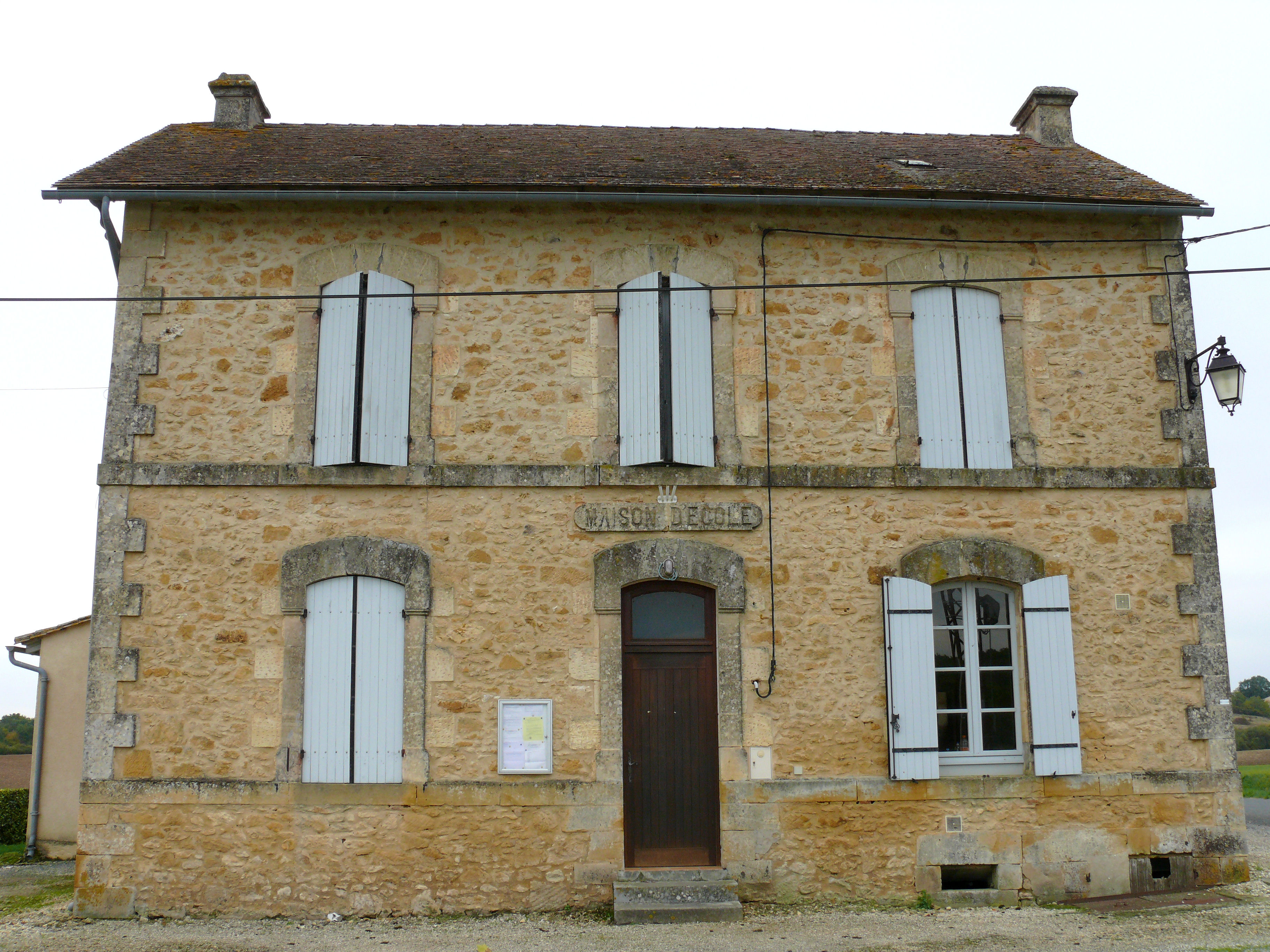
Mairie, ancienne école.

| Période                                  | Période  | Identité        | Étiquette | Qualité                         |
| ---------------------------------------- | -------- | --------------- | --------- | ------------------------------- |
| Les données manquantes sont à compléter. |          |                 |           |                                 |
|                                          |          |                 |           |                                 |
| mars 2001 (réélu en mai 2020)            | En cours | Bernard Étienne | SE        | Employé de la fonction publique |

## Équipements et services publics

### Justice
Dans le domaine judiciaire, Lolme relève : 
- du tribunal judiciaire, du tribunal pour enfants, du conseil de prud'hommes et du tribunal de commerce de Bergerac ;
- du pôle Nationalité du tribunal judiciaire de Périgueux (compétent uniquement dans le domaine de la nationalité) ;
- de la cour d'appel, du tribunal administratif et de la  cour administrative d'appel de Bordeaux.

## Po^pulation et société

### Démographie
L'évolution du nombre d'habitants est connue à travers les recensements de la population effectués dans la commune depuis 1793. Pour les communes de moins de 10 000 habitants, une enquête de recensement portant sur toute la population est réalisée tous les cinq ans, les populations de référence des années intermédiaires étant quant à elles estimées par interpolation ou extrapolation. Pour la commune, le premier recensement exhaustif entrant dans le cadre du nouveau dispositif a été réalisé en 2005.

En 2022, la commune comptait 191 habitants, en évolution de −4,02 % par rapport à 2016 (Dordogne : +0,37 %, France hors Mayotte : +2,11 %).
| 1793 | 1800 | 1806 | 1821 | 1831 | 1836 | 1841 | 1846 | 1851 |
| ---- | ---- | ---- | ---- | ---- | ---- | ---- | ---- | ---- |
| 236  | 260  | 271  | 312  | 307  | 318  | 336  | 332  | 302  |

| 1856 | 1861 | 1866 | 1872 | 1876 | 1881 | 1886 | 1891 | 1896 |
| ---- | ---- | ---- | ---- | ---- | ---- | ---- | ---- | ---- |
| 280  | 272  | 310  | 258  | 265  | 246  | 229  | 209  | 198  |

| 1901 | 1906 | 1911 | 1921 | 1926 | 1931 | 1936 | 1946 | 1954 |
| ---- | ---- | ---- | ---- | ---- | ---- | ---- | ---- | ---- |
| 187  | 188  | 170  | 147  | 147  | 142  | 145  | 115  | 112  |

| 1962 | 1968 | 1975 | 1982 | 1990 | 1999 | 2005 | 2006 | 2010 |
| ---- | ---- | ---- | ---- | ---- | ---- | ---- | ---- | ---- |
| 101  | 104  | 104  | 110  | 105  | 111  | 149  | 146  | 132  |

| 2015 | 2020 | 2022 | - | - | - | - | - | - |
| ---- | ---- | ---- | - | - | - | - | - | - |
| 199  | 191  | 191  | - | - | - | - | - | - |

## Économie

### Emploi
En 2015, parmi la population communale comprise entre 15 et 64 ans, les actifs représentent quarante-six personnes, soit 23,1 % de la population municipale. Le nombre de chômeurs (quatre) a augmenté par rapport à 2010 (un) et le taux de chômage de cette population active s'établit à 8,7 %.

### Établissements
Au 31 décembre 2015, la commune compte seize établissements, dont six au niveau des commerces, transports ou services, quatre dans la construction, trois dans l'agriculture, la sylviculture ou la pêche, et trois relatifs au secteur administratif, à l'enseignement, à la santé ou à l'action sociale.

## Culture locale et patrimoine

### Lieux et monuments
- Église Notre-Dame[52],[53].

L'église est placée sous le patronage de Notre-Dame de la Nativité. C'est une église romane construite au XIIe siècle. Son plan est simple : nef rectangulaire unique avec clocher-mur à l'ouest et abside hémicirculaire à l'est.
Un petit portail se trouvait dans le mur occidental mais il a été muré. Le portail principal en plein cintre se trouve côté sud et a dû être ouvert plus tardivement. L'abside, en petit appareil, est percée de deux fenêtres. Elle possède un toit couvert de lauzes reposant sur une corniche avec modillons. Les métopes entre les modillons sont percées.
Un incendie, à une date inconnue, a donné cette couleur rouge à la pierre. Les voûtes de la nef et du chœur ont probablement été refaites après l'écroulement des voûtes initiales qui est peut-être dû à l'incendie signalé précédemment. Le mur sud de la travée du chœur est plus épais que le mur nord et plus épais que ceux des deux travées de la nef. Le mur nord du chœur a dû être modifié quand a été construite une chapelle additionnelle.

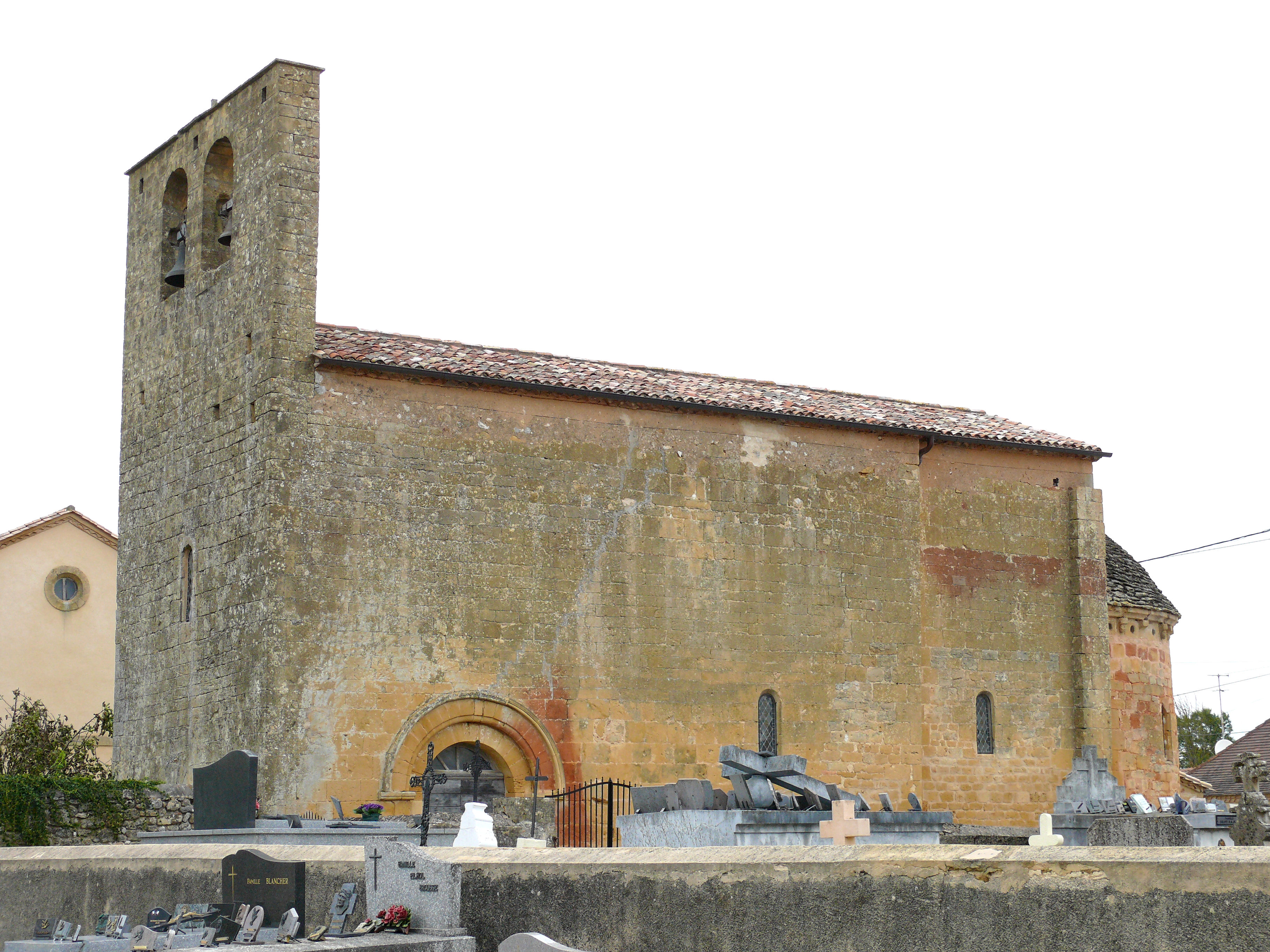
L'église Notre-Dame.
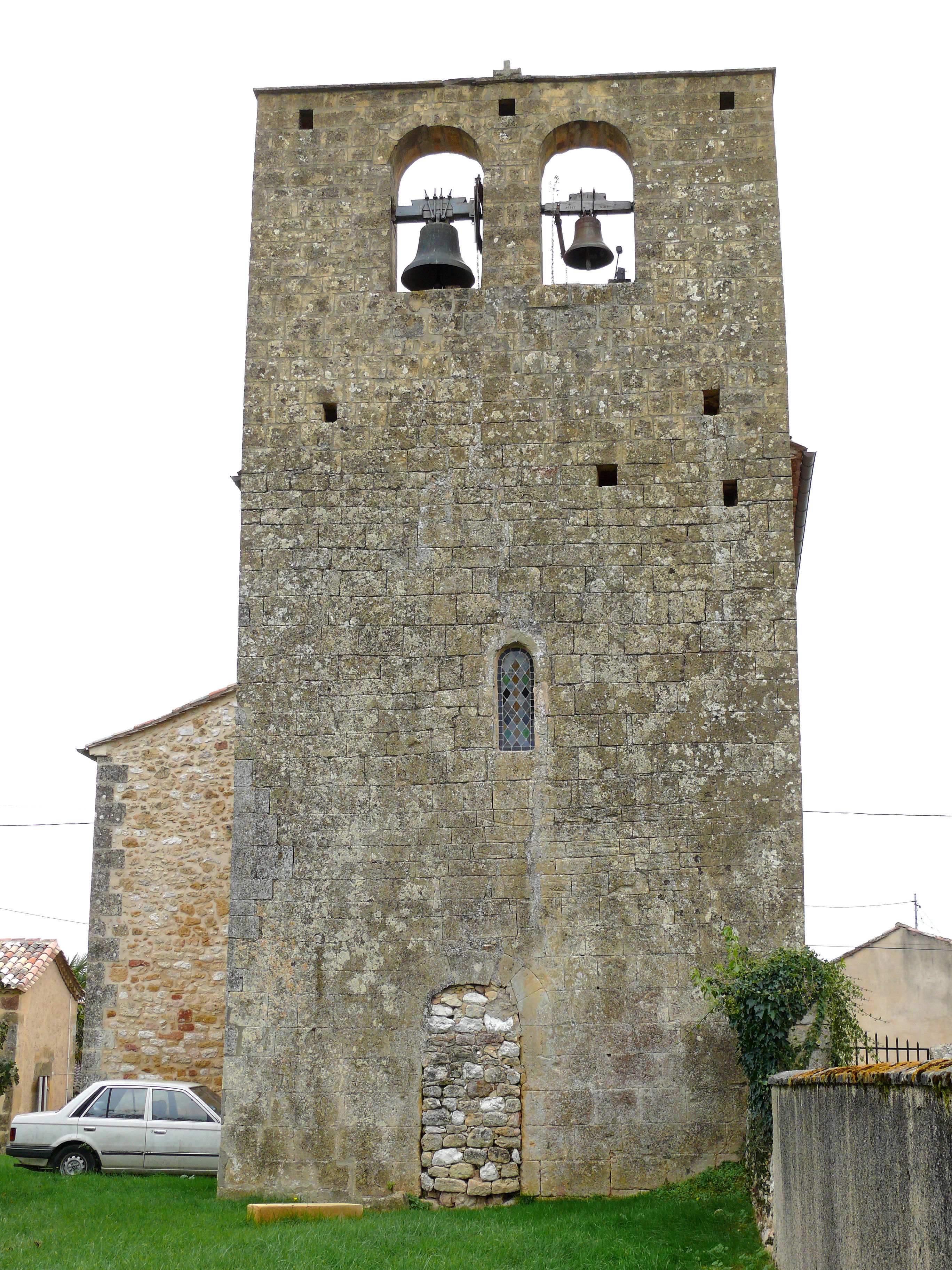
Le clocher-mur.
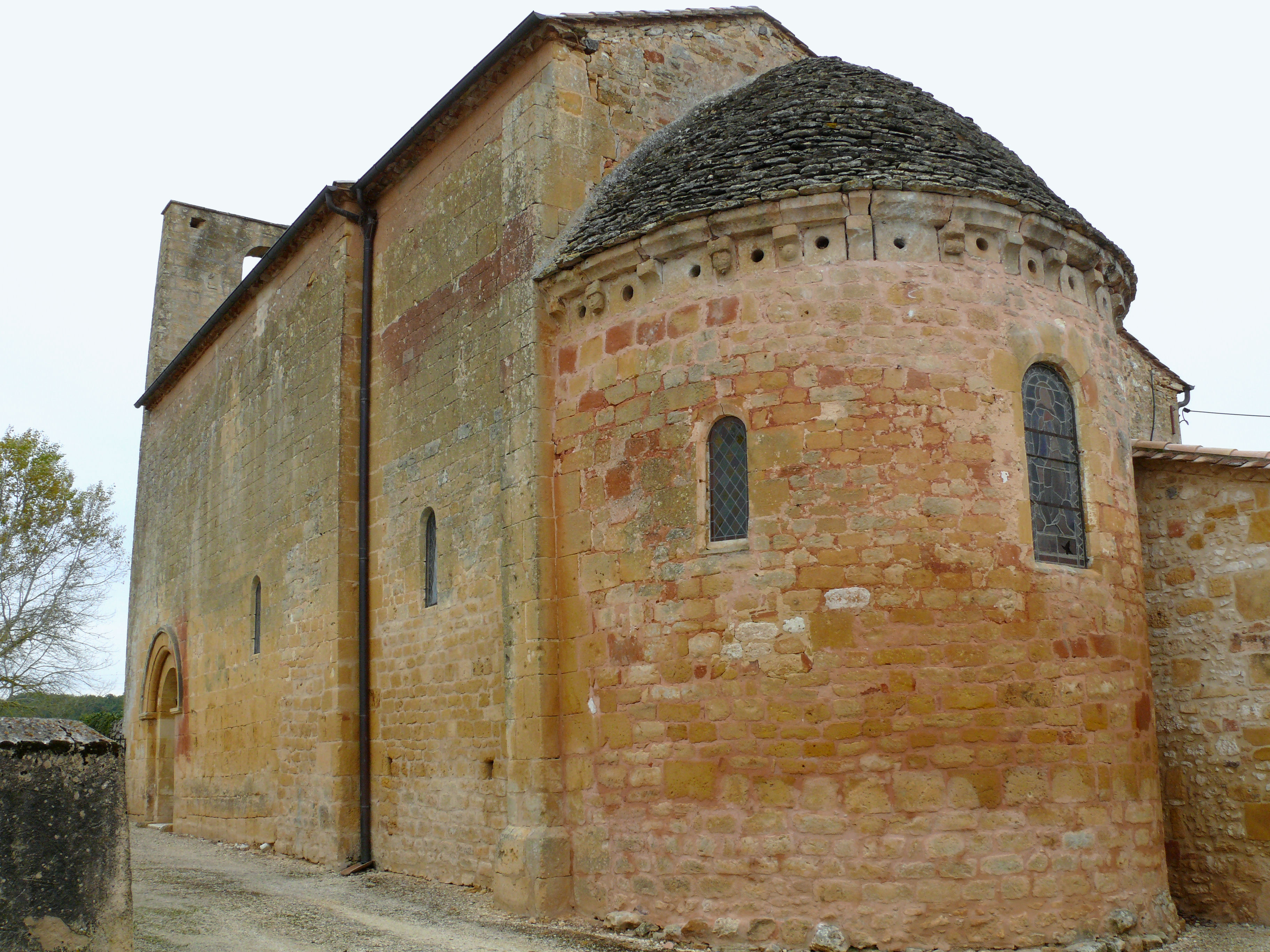
Le chevet.

La particularité de l'église de Lolme, c'est de posséder un ensemble d'inscriptions murales, de graffitis et de signes gravés. De plus, on trouve sur la façade occidentale des gravures figurant des contours de chaussures.

Inscriptions du mur nord :
"O DIVES DIVES NON OMNI TEMPORE VIVES
FAC BENE DUM VIVIS POST MORTEM VIVERE SI VIS"
Traduction :
"O riche, riche, tu ne vivras pas tout le temps
Agis bien pendant que tu vis, si tu veux vivre après la mort".
Le second vers se retrouve sur plusieurs bâtiments (Saint-Génis-des-Fontaines, cloître de Saint-Bertrand-de-Comminges,...).

Inscriptions du mur sud proposées par M. Robert Favreau:
"O BONA CRUX DIGN(a) LIGNA OMNIA LIGNA
ME TIBI CONS(ecro) NE MORTE MALIGNA PERCRU(cior)"
Traduction :
"O bonne Croix, bois dignes parmi tous les bois,
Je me consacre à toi, afin de ne pas être tourmenté par une mort maligne".
Les marques de chaussures semblent être une trace de l'accomplissement d'un pèlerinage. Cette interprétation est celle proposée par l'abbé Martigny dans son Dictionnaire des antiquités chrétiennes: « l'usage de graver sur les murs des églises, des plantes de pied, marque un retour de pèlerinage, ou l'heureuse issue d'un long voyage » et rappelant la phrase "Ambulavit in Deo" ou "Ambulavit cum Deo", marcher avec Dieu, qu'on trouve, par exemple, dans la Genèse.

### Personnalités liées à la commune
- Martial Rouby, poète et conteur occitan du XXe siècle, né à Lolme, ayant vécu au château de Sainte-Croix de Beaumont, décédé en 1981 à Prigonrieux. Il est l'auteur des ouvrages : Cansous de ma Crouséto et Ma Garbéto. Une plaque en son honneur a été placée sur la place centrale de Beaumont-du-Périgord au cours de la Félibrée 2009.

### Héraldique
| Blason de Lolme | Blason  | D'azur à un lion d'or ; au chef d'argent chargé de trois tourteaux de gueules. |
| Blason de Lolme | Détails | Le statut officiel du blason reste à déterminer.                               |

## Pour approfondir